# فالدياسيديراس (محطة مترو أنفاق مدريد)
فالدياسيديراس (بالإسبانية: Valdeacederas)‏ هي محطة مترو أنفاق في مدريد في إسبانيا، تقع على الخط رقم 1.